# 佃煮のりお
佃煮 のりお（つくだに のりお、1993年（平成5年）4月16日 - ）は、日本の実業家、女性漫画家、イラストレーター、バーチャルYouTuber『犬山たまき』のマネージャー、VTuber事務所『のりプロ』代表。以前はニコ生主としても活動していた。
2019年以降から2025年現在までは、VTuber関連の活動を主としており、漫画家としての活動は開店休業状態となっている。
新潟県長岡市出身、東京都在住。女性。

## 来歴
プロになる前は『イナズマイレブン』の女性向け同人誌を描いていた。pixivにアップしたイナズマイレブンの女装イラストを見た一迅社の『わぁい!』の編集者から声がかかり、高校3年生だった夏のコミックマーケットで担当に印刷したプロットを渡したことがきっかけとなり、2011年に『わぁい!』にて『ひめゴト』を連載開始。連載第1話は高校に通いながら描いていた。
2012年から2013年までメディアファクトリーの『月刊コミックアライブ』にて『大図書館の羊飼い 〜ひとりぼっちの歌姫〜』のコミカライズを連載した。
2015年より一迅社の『月刊ComicREX』にて『ヒロインボイス』を連載開始。2017年より白泉社の『ヤングアニマル』にて『双葉さん家の姉弟』を連載開始。
現在は後述する「犬山たまき」の活動に注力するため、長期休載し「ある程度描きためて出す」連載方法に変えている。
2021年4月16日、同年3月に結婚していたことを自身のTwitterアカウントで発表した。

## 人物
- ペンネームは、友人につけられたあだ名をいじったもの[4]。「のりお」は学生時代の友人に「のりお」と呼ばれていたことに由来し、「佃煮」は「のりお」に関係する名字として、のりお→海苔→佃煮という連想から後付けで付けられた。また「本名とペンネームの間に関連性は一切無い」とのこと。
- 小学2年生の時に漫画を書き始めた[4]。
- 19歳でデビュー後、上京し一人暮らしを始めていたが精神的に病んでしまったため「金銭面で苦労はかけない」と言い地元から母親を呼び寄せ、現在も一緒に暮らしている。
- 年齢を17歳と自称するが、これは一種のジョークである。YouTubeの動画で「今年（2019年）26。今はまだ25。4月16日誕生日だから[8]」と発言するなど実年齢を隠しているわけでなく、1993年（平成5年）生まれであることは「公然の秘密」となっている[9]。
- 影響を受けた作家は高橋留美子、好きな漫画家は矢吹健太朗、村田雄介[4]。
- 今まで出会った中で最も感動した作品は『新世紀エヴァンゲリオン』[4]。
- 2016年10月より、『ひめゴト』主人公の有川ひめを名前の由来とした、「ひめ」というマルチーズをペットとして飼っている[10]。
- かつて声優になることが夢だったこともあり、声優好きを公言している（ただし女性声優限定）。『ひめゴト』のアニメでは放送部部長役として声優デビューを飾り、ドラマCDでも端役を任された。
  - アニメ化された『ひめゴト』に出演していた桑原由気、小野早稀と親しい[11][12]。
  - ペンネームから男性だと思われることが多く『ひめゴト』のアフレコ現場で初対面を果たした際には本人と気づかれず、現場に出入りしている新人声優だと思われていた（ちなみに桑原や小野よりも若い）。原作者ということを明かしても小野は「影武者かなにか」だと思っていたが、絵を描いたときに「上手い人の描き方」だと感じたことでようやく本人だと確信したという[8]。
  - 赤﨑千夏のファンで、『ひめゴト』の有川かぐや役としてキャスティングにこぎつけた[13]。『双葉さん家の姉弟』でも双葉寧子役に赤﨑が起用されている。
- 歌が上手く、度々コミックマーケットで自ら作詞した楽曲の入ったCDを販売している他、後述する「犬山たまき」としても配信や動画で度々披露しており、また同名義でも楽曲をリリースしている。
- デビュー前に、後の郡道美玲が一ファンとして地方から同人誌即売会に出向き『イナズマイレブン』の同人誌を買いに来ていたが、当の本人達はバーチャルYouTuberとしてコラボするまでこのことを知らず、それを知り酷く驚いていた[14]。またこの時郡道が買った同人誌は同じくにじさんじ所属の北小路ヒスイも持っており、「3人とも同じ空間に居たかもしれない」と語っている。[15]

## 作品リスト

### 漫画
- ひめゴト（『わぁい!』 vol.7 - 16）
  - ひめゴト+（『わぁい!Mahalo』 vol.1 - 6）
  - ひめゴトREX版（『月刊ComicREX』 2013年12月号 - 2015年8月号）
  - ひめゴトFebri版（『Febri』 vol.23 - 29）
- 大図書館の羊飼い 〜ひとりぼっちの歌姫〜（『月刊コミックアライブ』 2012年11月号 - 2013年10月号）
- ヒロインボイス（『月刊ComicREX』 2016年1月号 - 12月号〈第1部〉）
- 双葉さん家の姉弟（『ヤングアニマル』 2017年7月号 - ） - 休載中
- 犬山たまきちゃんねる！ ボクたちのナイショの話（作画：あらと安里、『ComicWalker』） - 原案・監修担当[16]

### イラスト・挿絵
- 吾輩はオークである。女騎士はまだいない。（2016年2月25日発売、MF文庫J、内田俊・著）
- 怠惰でニートな魔王の世話をするだけの混沌な仕事（2016年3月19日発売、一迅社文庫、棺悠介・著）

### アンソロジー
- ダンガンロンパ 希望の学園と絶望の高校生 The Animation 電撃コミックアンソロジー（2013年8月27日、電撃コミックスEX）
- 艦隊これくしょん -艦これ- コミックアンソロジー 呉鎮守府編（2013年10月25日発売、DNAメディアコミックス）
- アイドルマスター シンデレラガールズ コミックアンソロジー passion VOL.2 パッションなドラマCD付（2013年10月31日発売、IDコミックス DNAメディアコミックス）
- 艦隊これくしょん -艦これ- アンソロジーコミック 横須賀鎮守府編2（2013年11月15日発売、ファミ通クリアコミックス）
- 未確認で進行形 コミックアンソロジー VOL.3（2014年4月25日発売、IDコミックス DNAメディアコミックス）
- ラブライブ! コミックアンソロジー2（2014年6月27日発売、電撃コミックスEX）
- 女装少年アンソロジー ひめリンゴ組（2014年8月2日発売、REXコミックス）
- Tokyo 7th シスターズ コミックアンソロジー（2015年7月7日発売、IDコミックス DNAメディアコミックス）
- 女子小学生はじめましたP! 第4巻（2016年7月29日発売、ヤングアニマルコミックス） - 初回限定版付属の公式アンソロジーに寄稿
- けものフレンズ 電撃コミックアンソロジー ジャパリバス編 その2（2017年11月25日発売、電撃コミックスNEXT）
- 寄宿学校のジュリエット 公式アンソロジーコミック（2018年10月17日発売、講談社コミックス）

### その他
- アニメ『マナリアフレンズ』 第3話エンドカード

## ディスコグラフィ

### シングル
| タイトル                 | 発売日       | 規格     | 備考 |
| ------------------------ | ------------ | -------- | ---- |
| アタシの神様 (2022 Ver.) | 2022年6月3日 | 音楽配信 |      |

### 参加楽曲
| 発売日         | 商品名                | 歌 | 楽曲                        |
| -------------- | --------------------- | --- | --------------------------- |
| 2019年7月26日  | 宿星のガールフレンド3 | 犬山たまき | 「もう一度Take My Heart!!」 |
| 2020年1月19日  | VirtuaREAL.01         | 犬山たまき | 「アイイロメビウス」        |
| 2020年12月23日 | IMAGINATION vol.3     | 犬山たまき | 「I WISH」                  |
| 2020年12月23日 | IMAGINATION vol.3     | 犬山たまき、夏色まつり | 「365日の紙飛行機」         |
| 2020年12月23日 | IMAGINATION vol.3     | 犬山たまき、愛宮みるく、周防パトラ、鈴鹿詩子、鈴原るる、宗谷いちか、角巻わため、夏色まつり                                                      | 「大声ダイヤモンド」        |
| 2021年2月6日   | Muse Dash             | REDALiCE feat.犬山たまき | 「恋のMoonlight」           |
| 2022年1月26日  | SPOTLIGHT vol.2       | 犬山たまき | 「未来描画」                |
| 2022年1月26日  | SPOTLIGHT vol.2       | 犬山たまき、SIRO | 「空色デイズ」              |
| 2022年1月26日  | SPOTLIGHT vol.2       | 犬山たまき、白雪みしろ、杏戸ゆげ、VESPERBELL、潤羽るしあ、大空スバル、カグラナナ、しぐれうい、SIRO、白銀ノエル、宗谷いちか、somunia、龍ヶ崎リン | 「リフレクティア」          |

## 出演

### テレビ番組
- ジャパコンProject 二次元領域拡大通信 （2019年4月5日 - 2020年3月6日、BSフジ[19][20]）

### ラジオ番組
※はインターネット配信。
- 佃煮のりおと桑原由気のナイショの話!?（2018年4月30日[21] - 、マンガPark※）

### インターネット番組
- のりおブラブラ!（2019年3月16日 - 2020年5月31日、YouTube・pixivFANBOX） - 諸般の事情により配信終了[22]。

### テレビアニメ
- ひめゴト（放送部員）2014年

## 犬山たまき
犬山 たまき（いぬやま たまき）は、佃煮のりおが運営するバーチャルYouTuber。設定では佃煮は本人ではなく「ママ兼マネージャー」という立ち位置となっている。なお、キャラクター自体は2017年6月1日のpixivFANBOXのサービス開始に合わせ、自身のオリジナルキャラクターとして生まれた。犬山としての公式年齢は17歳（佃煮のりおの公称年齢と同じ）で、実年齢は4歳。
ライブ配信を積極的に行っており、同じくバーチャルYouTuberである織田信姫（2020年4月30日を以って引退）とはTwitter上で密接にやり取りを行っていた。さらに彼女の音声を用いて、コラボを装った生放送（「無許可コラボ」）を配信したり、自身とのカップリングを「信たま」と称してTwitter上でタグ「#信たまてぇてぇ」を流行させたこともあった。
自称「あおぎり高校OB」であり、2024年にはあおぎり高校のメンバー達とのコラボ配信を多数行っていた。

### 出演（犬山たまき）

#### テレビ番組（犬山たまき）
- ジャパコンProject 二次元領域拡大通信 （2019年4月5日 - 2020年3月6日、BSフジ[19]）
- 超人女子戦士 ガリベンガーV（2019年11月7日[26]・2020年9月10日[27]、テレビ朝日）

#### ゲーム（犬山たまき）
- 暁のブレイカーズ（2019年、犬山たまき〈本人役〉[28]）
- ブイブイブイテューヌ（2020年、犬山たまき〈本人役〉[29]）

#### インターネット番組（犬山たまき）
- VTuber 魔法のリムジン Tokyo 1day Trip（2022年3月28日 - 4月11日、Spotify）[30]
- のりプロpresentsのりのりらじお！（2022年9月30日 - 2023年3月31日[31]、超!A&G+）[32]

#### その他（犬山たまき）
- VoiSona 玉姫 ソング・トークボイス（2024年[33]）
- ドラマCD「鬼の陰陽師」（2024年、岩戸フェスのゲスト[34]）

### 漫画（犬山たまき）
『犬山たまきちゃんねる！ ボクたちのナイショの話』のタイトルで、ComicWalker・ニコニコ静画にて2020年12月11日から2021年10月8日まで連載された。原案・監修は佃煮のりお、作画はあらと安里。2021年12月23日に単行本が発売されたことを記念し、犬山たまきが声を担当するボイスコミックが公開された。

### MV
- HIMEHINA『愛包ダンスホール』[36]
- HIMEHINA『V』[37]

## のりプロ
のりプロは、佃煮のりおが運営するバーチャルYouTuber事務所。白雪みしろのデビューを機に本格的に発足した。2024年現在15名が配信を中心に活動している。
当初は演者の一般募集は行っておらず、佃煮のりおと長年付き合いがあり、かつ信頼している人、または知り合いの紹介でのみ採用するという方針を採っていた。2023年9月1日に事務所初となるタレントオーディションの開催することを発表した。オーディションの結果、11名の採用が決まり、第2回タレントオーディションの開催を検討している。

### 所属メンバー
（）内はYouTubeでの活動を開始した日。

#### 個人勢
- 犬山たまき（）（2018年9月29日[41][42][注釈 2][注釈 3]）

#### 所属タレント
- 熊谷タクマ（くまがや タクマ）（2020年8月4日[45][注釈 4][注釈 5]）
- 稲荷いろは（いなり いろは）（2022年1月28日[48][49])
- レグルシュ・ライオンハート（2022年1月28日[50][51]）
- 瀬兎一也（せと かずや）（2018年3月30日[52][注釈 6]）2024年1月5日にのりプロへ所属[53]
- 斎木こまり（さいき こまり）（2024年1月5日[54]）
- 梟雄しろや（きょうゆう しろや）（2024年1月5日[55]）
- 雪ノ精くもち（ゆきのせ くもち）（2024年1月5日[56]）
- 字ぴろぱる（あざな ぴろぱる）（2018年5月25日[57][注釈 6]）2024年3月7日にのりプロへ所属[58]
- 鷲羽アスカ（わしゅう アスカ）（2024年3月7日[59]）
- 冥界らぶか（めいかい らぶか）（2024年3月7日[60]）
- 深狼れんげ（みかみ れんげ）（2024年3月7日[61]）
- 透々ルチカ（すきとう ルチカ）（2024年4月23日[62]）
- 笙嶋ことり（ふえじま ことり）（2024年4月23日[63]）
- 海月とうみ（くらげ とうみ）（2024年4月23日[64]）

### かつて存在していたグループ・タレント

#### のりプロ1期生
白雪みしろ、愛宮みるく、姫咲ゆずる、熊谷タクマの4名で構成されていた。2023年12月31日に白雪みしろ、愛宮みるく、姫咲ゆずるの3名が卒業し、残った熊谷タクマは2024年以降所属タレントとなった。これにより「のりプロ1期生」は解体された。
- 白雪みしろ（しらゆき みしろ）（2019年12月6日[65][66] - 2023年12月31日[67]、契約満了に伴い卒業。2024年1月より個人Vtuberとして活動する。）
- 愛宮みるく（えのみや みるく）（2020年4月17日[68][注釈 7] - 2023年12月31日[67]、契約満了に伴い卒業。2024年1月より個人Vtuberとして活動する。）
- 姫咲ゆずる（ひめさき ゆずる）（2020年9月15日[70] - 2023年12月31日[67]、契約満了に伴い卒業。2024年1月より個人Vtuberとして活動する。）

#### のりプロ2期生
鬼灯わらべ、夢乃リリス、逢魔きらら、胡桃澤もも、看谷にぃあの5名で構成されていた。2020年5月3日に2期生のデビューを公表。同年11月30日先行デビューとして、鬼灯わらべ、夢乃リリスのデビューを発表した。夢乃リリスの契約終了後、鬼灯わらべは新たに結成したのりプロゲーマーズリーダーに就任、逢魔きらら及び胡桃澤もも、看谷にぃあはのりプロミュージックを結成した。これにより「のリプロ2期生」は事実上解体となった。
- 夢乃リリス（ゆめの りりす）（2021年1月16日[73] - 2022年1月10日[74]、諸事情によりマネジメントが困難として契約終了）

#### のりプロミュージック
2022年3月5日に3名からなる「のりプロミュージック」という新プロジェクトの結成が発表された。2023年2月15日に逢魔きらら、同年3月31日に胡桃澤ももが卒業し、「のりプロミュージック」は事実上解体となった。
- 看谷にぃあ（みるたに にぃあ）（2021年5月22日[77] - 2022年5月22日[78]、元のりプロミュージック[注釈 8]。家庭の都合により、卒業。）

- 逢魔きらら（おうま きらら）（2021年3月19日[79] - 2023年2月15日[80]、元のりプロミュージック[注釈 8]。家庭の都合により、卒業。同年4月24日より個人Vtuberとして活動する[81][82]。）
- 胡桃澤もも（くるみざわ もも）（2021年4月9日[83] - 2023年3月31日[81]、元のりプロミュージック[注釈 8]。契約満了に伴い卒業。同年4月15日より個人Vtuberとして活動する[84]。）

#### のりプロゲーマーズ
2021年12月1日に4名からなる「のりプロゲーマーズ」という新プロジェクトの結成が発表された。2023年1月31日に鬼灯わらべ、同年12月31日に猫瀬乃しんが卒業し、残った稲荷いろはとレグルシュ・ライオンハートは2024年以降所属タレントとなり、「のりプロゲーマーズ」は解体された。
- 鬼灯わらべ（ほおずき わらべ）（2020年12月17日[86] - 2023年1月31日[87]、元のりプロゲーマーズ[注釈 9]。家庭の都合によりタレント活動を終了、のりプロ専属動画師として活動。)
- 猫瀬乃しん（ねこぜの しん）（2022年1月28日[88][89] - 2023年12月31日[67]、契約満了に伴い卒業。2024年1月より個人Vtuberとして活動する。）